# Адамовський район
Ада́мовський район (рос. Адамовский район) — муніципальний район у складі Оренбурзької області Російської Федерації.
Адміністративний центр — селище Адамовка.

## Географія
Розташований на сході Оренбурзької області за 440 км від обласного центру. Найбільша протяжність з півночі на південь — 95 км, із заходу на схід — 130 км. Район межує з Кваркенським, Новоорським, Домбаровським, Світлинським районами та Ясненським міським округом Оренбурзької області і Костанайською областю Казахстану.

## Історія
Район утворений 1 квітня 1921 року у складі Кустанайської губернії Киргизької АСРР, але 15 серпня 1922 року був ліквідований. Знову утворений 1930 року у складі Казакської АСРР. 1932 року увійшов до складу Актюбінської області, 1934 року — до складу Оренбурзької області.

## Населення
Населення — 22397 осіб (2019; 26079 в 2010, 31133 у 2002).

## Адміністративний поділ
Район адміністративно поділяється на 11 сільських поселень:
| Поселення                    | Площа, км² | Населення, осіб (2002) | Населення, осіб (2010) | Населення, осіб (2019) | Центр          | Населені пункти |
| ---------------------------- | ---------- | ---------------------- | ---------------------- | ---------------------- | -------------- | --------------- |
| Адамовська селищна рада      | 1207,04    | 10589                  | 9501                   | 9315                   | Адамовка       | 9               |
| Аніховська сільська рада     | 554,63     | 1813                   | 1529                   | 1188                   | Аніховка       | 3               |
| Брацлавська сільська рада    | 652,78     | 1961                   | 1504                   | 1197                   | Брацлавка      | 4               |
| Єлизаветинська сільська рада | 503,40     | 2130                   | 1648                   | 1331                   | Єлизаветинка   | 3               |
| Комсомольська сільська рада  | 782,14     | 1970                   | 1607                   | 1279                   | Комсомольський | 3               |
| Майська сільська рада        | 510,36     | 2629                   | 2028                   | 1538                   | Майський       | 4               |
| Обільнівська сільська рада   | 601,16     | 1259                   | 845                    | 466                    | Обільний       | 2               |
| Совхозна сільська рада       | 437,76     | 1383                   | 1185                   | 965                    | Совхозний      | 2               |
| Теренсайська сільська рада   | 592,01     | 3519                   | 2985                   | 2490                   | Теренсай       | 5               |
| Шильдинська селищна рада     | 93,03      | 2639                   | 2190                   | 1840                   | Шильда         | 2               |
| Юбілейна сільська рада       | 356,61     | 1241                   | 1057                   | 788                    | Юбілейний      | 3               |

- 2013 року ліквідована Річна сільська рада, територія увійшла до складу Майської сільради[4].

## Найбільші населені пункти
Нижче подано перелік населених пунктів з чисельність населення понад 1000 осіб:
| № | Населений пункт | Населення, осіб (2002) | Населення, осіб (2010) |
| - | --------------- | ---------------------- | ---------------------- |
| 1 | Адамовка        | 8038                   | 7733                   |
| 2 | Шильда          | 2627                   | 2184                   |
| 3 | Комсомольський  | 1689                   | 1458                   |
| 4 | Теренсай        | 1476                   | 1284                   |
| 5 | Єлизаветинка    | 1424                   | 1149                   |

## Господарство
Адамовський район — це великий сільськогосподарський регіон з розвиненою інфраструктурою, один з лідерів сільськогосподарського виробництва в області. На території району діють 12 малих, 47 селянсько-фермерських і 9 великих сільськогосподарських підприємств.